# Геммерлинг, Иоахим
Иоахим Геммерлинг (нем. Joachim Hämmerling; 9 марта 1901, Берлин — 5 августа 1980, Вильгельмсхафен) — немецкий ботаник и профессор университета.
Иностранный член Лондонского королевского общества (1970).

## Биография
Геммерлинг изучал с 1920 по 1924 естествознание в Берлинском университете, а также кратковременно — в университете Марбурга. Его учителями в Берлине были Готлиб Хаберландт по ботанике и Макс Хартманн (нем. Max Hartmann) по зоологии. В 1924 году ему была присуждена учёная степень доктора философии. С 1924 по 1940 годы Геммерлинг первоначально был младшим научным сотрудником (с Максом Хартманном) в биологическом Институте кайзера Вильгельма в Берлинском районе Далем, с 1931 — приват-доцентом.
В 1940 году Геммерлинг стал директором немецко-итальянского Института биологии моря в Ровине. С 1942 по 1945 годы он был адъюнкт-профессором морской биологии в Берлинском университете. В 1946 году он стал заведующим отделом биологического Института кайзера Вильгельма в Лангенаргене на Боденском озере. С 1949 по 1970 годы Геммерлинг был директором Института биологии моря Общества Макса Планка (с 1968 года — клеточной биологии) в Вильгельмсхафене.
Хаммерлинг работал, в частности, над изучением гигантской одноклеточной водоросли Ацетабулярия.